# Ludwig Lehrfreund
Elieser Ludwig Lehrfreund (hebräisch ד"ר לודויג להרפרוינד; * 17. Dezember 1893 in Krakau; † 7. Februar 1954 in Tel Aliv) war ein deutsch-jüdischer Volkswirt, Rechtsanwalt und Sportfunktionär.

## Leben und Wirken
Ludwig Lehrfreund wurde als Sohn des Kaufmanns und Getreidehändlers Benjamin Wolf Lehrfreund (1860/1861–1918) und dessen Ehefrau Salomea geb. Ehrlich (1863–1908) geboren. Trotz seines Geburtsortes Krakau war er wie sein Vater deutscher Reichsangehöriger und zunächst glühender Patriot. Die Familie zog um 1901 nach Leipzig um, der erste Nachweis des Vaters im Leipziger Adreßbuch stammt aus dem Jahr 1902. Ludwig Lehrfreund studierte nach dem Besuch eines nichtjüdischen Gymnasiums von 1912 bis 1914 an der Universität Leipzig Nationalökonomie. Im Ersten Weltkrieg unterbrach er das Studium, diente als Offizier im Deutschen Heer, wurde verwundet und geriet lange Zeit in sowjetrussische Kriegsgefangenschaft, die er in einem Lager in Sibirien verbrachte, wo er von dort aber auch in schwedisch-sowjetrussischen Handelsgesellschaften tätig war und reisen konnte. Nach seiner Kriegsgefangenschaft setzte er an der Universität Tübingen 1919/1920 sein Studium fort und wurde dort mit einer Arbeit zur geschichtlichen Entwicklung der deutsch-russischen Handelsbeziehungen promoviert, die zum Standardwerk auf diesem Gebiet wurde.
Im Jahr 1920 war er Gründungsmitglied des Jüdischen Turn- und Sportvereins Bar Kochba Leipzig und des Sportklubs Bar Kochba Leipzig und später langjähriger Vorsitzender des ersten Vereins und dessen Nachfolger Jüdischer Sportverein Bar Kochba. Die nächsten Jahre arbeitete er als Volkswirt in Ost- und Südosteuropa, so war er z. B. von 1923 bis 1925 Direktor der Likörfabrik Alfons Schick in Litauen. 1926 begann er in Leipzig Rechtswissenschaft zu studieren, 1931 wurde er als Rechtsanwalt zugelassen. In Leipzig war Lehrfreund Vorsitzender der Ortsgruppe der Jüdischen Volkspartei sowie Mitglied mehrerer zionistischer Vereine, z. B. der Zionistischen Ortsgruppe Leipzig oder der Vereinigung Radikaler Zionisten Leipzig. Gleichzeitig war er auch Mitglied der SPD. Außerdem war er im Zeitraum zwischen 1933 und 1938 Leiter des Makkabi-Bezirks Mitteldeutschland. In seiner Tätigkeit als Rechtsanwalt arbeitete er in Leipzig vor allem als Bevollmächtigter für ausgewanderte Juden. Mehrfach hatte Lehrfreund 1933/1934 Treffen mit dem Leipziger Oberbürgermeister Carl Goerdeler, um sich über die NS-Schikanen gegenüber Leipziger Juden zu beschweren. Nach den Novemberpogromen 1938 floh er aus Leipzig und lebte anschließend zwei Jahre als Anwalt in London. Von 1938 bis 1941 war Lehrfreund Vorsitzender des internationalen jüdischen Sportverbandes Maccabi World Union.
1941 siedelte er nach Tel Aviv über und folgte seiner Frau und seiner Tochter, die schon seit 1939 dort lebten. In Palästina war er aktives Mitglied der Partei der Allgemeinen Zionisten und Mitbegründer der Krankenkasse und Gesundheitsorganisation Kuppat Cholim Maccabi. Hier arbeitete er auch wieder als Rechtsanwalt. In Tel Aviv wurde Lehrfreund Vorsitzender des israelischen Fußballverbandes Israel Football Association und des Sportvereins Maccabi Tel Aviv. 1944 war er an der Aufstellung der Maccabi-Einheit in der Jüdischen Brigade beteiligt.
Lehrfreund starb im Alter von 60 Jahren an einer Herzkrankheit. Er war seit 1923 mit Sonja geb. Isserlis (1903–1979) verheiratet, aus der Ehe ging die Tochter Mia Lehrfreund, später Litvinski, hervor (1924–2017).

## Auszeichnungen
- Eisernes Kreuz II. Klasse (1918)
- Goldene Nadel des Makkabi Deutschland (1938)[9]

## Schriften
- Die Entwicklung der deutsch-russischen Handelsbeziehungen. Mit einem Vorwort von Melchior Busemann. Carnegie-Verlag Felix Bitterling, Leipzig 1921, DNB 57459003X (dnb.de [abgerufen am 1. Juli 2025]).